# Zingari
Zingari också känd som Gli Zingari, är en opera i två akter med musik av Ruggero Leoncavallo. Librettot skrevs av Enrico Cavacchioli och Guglielmo Emanuel, och bygger på Aleksandr Pusjkins dikt Zigenarna (1824) i. Operan hade premiär den 16 september 1912 på The Hippodrome Theatre i London.
Trots operans numera känsliga ämne, dess ovanligt långa speltid i London säsongen 1912-1913 och föreställningar i USA 1912-1913, är det Leoncavallos mest framförda opera efter Pajazzo och går till och med om hans mer kända opera såsom Zazà och La bohème. Edigio Cunego, som sjöng rollen som Radu vid premiären och framträdde i hundratals föreställningar av Zingari i London (ibland två gånger per dag), spelade han aldrig in någonting från Zingari på grammofon.

## Personer
| Roller                           | Stämma  | Premiärbesättning den 16 september 1912 (Dirigent: Ruggero Leoncavallo) |
| -------------------------------- | ------- | ----------------------------------------------------------------------- |
| Fleana, en ung zigenerska        | sopran  | Rinalda Pavoni                                                          |
| Radu, en ung ädling              | tenor   | Egidio Cunego                                                           |
| En gamling, ledare för zigenarna | baryton | Armando Santolini                                                       |
| Tamar, en zigenarpoet            | baryton | Ernesto Caronna                                                         |
| Kör av zigenare                  |         |                                                                         |

## Handling
Plats: Land utmed floden Donau
Tid: Tidigt 1900-tal
Akt 1
Fleana, en vacker zigenerska, har smugit ut från lägret på natten. Flera av de andra följer efter henne och upptäcker att hon möter en främling. Han heter Radu och är en ung ädling. De älskande tas till fånga. Radu svär en ed att om han får gifta sig med Fleana ska han förena sig med dem och aldrig mer ha med sitt folk att göra. Paret förlåts men poeten Tamar protesterar våldsamt och förklarar Fleana sin kärlek. Han avvisas av Fleana och utmanas på duell av Radu men flyr från lägret. 
Akt 2
Ett år har gått. Radu märket att Fleana har blivit kylig emot honom. Han inser att hon är kär i någon annan. När han konfronterar henne erkänner hon att hennes kärlek till honom är död. Hon springer iväg för att träffa Tamar. De förklarar varandra sin kärlek och försvinner in i en hydda. Utanför lovar Raud att hämnas. Han tänder eld på hyddan varpå Tamar och Fleana omkommer i lågorna.